# Laurent Haulotte
Pour les articles homonymes, voir Haulotte.
Laurent Haulotte est un journaliste belge, né le 25 avril 1968 à Ottignies. Il a été Directeur de l’Information et des Sports de RTL Belgique (RTL-TVI, Bel RTL).

## Débuts
Il commence sa carrière dans les radios libres, puis se dirige vers l'info, d'abord l’information sportive, via la radio (RTBF grâce à Jean-Pierre Hautier), puis Bel RTL ; la presse (Le Soir) puis la télévision (d'abord la RTBF où il anime le jeu Bingovision qui ne reste à l'antenne qu'une saison) puis il passe à RTL-TVI.

## Fonctions au sein de RTL Belgique
Laurent Haulotte entre à RTL Belgique en 1994, il y devient pigiste de la rédaction télévision et radio.
En 1995, il est choisi pour présenter le « 7h/8h », une tranche d'information radio quotidienne sur Bel RTL. En mars 1997, il présente pour la première fois le « 13 Heures » en télévision sur RTL-TVI, puis en devient le titulaire en octobre 1997. En septembre 1999, il devient le présentateur titulaire du « 19 Heures ». Il contribue à asseoir le leadership de ce programme, le plus regardé, tous genres confondus en Belgique francophone avec des parts de marché proches de 50 %. Parallèlement à ses fonctions à la rédaction, il présente aussi des soirées évènements de RTL-TVI (Télévie, « Justine, une star une femme »...). Lorsque RTL Belgique acquiert les droits de diffusion de la Ligue des champions, il retourne également au journalisme sportif et commente les matchs du RSC Anderlecht lors de la saison 2000-2001.
En 2005, Laurent Haulotte devient Directeur des sports et développe RTL Sport, qui diffuse, outre la Ligue des champions, les matchs des Diables rouges (équipe nationale de football de Belgique), les tournois de tennis de Wimbledon et les courses de Moto GP.
En juin 2008, Laurent Haulotte quitte la présentation du Journal de 19h. Il est en effet choisi pour succéder à Philippe Roussel comme Directeur de la Rédaction de RTL Belgique. Il gère une équipe de 150 journalistes et cadreurs qui produisent l'information pour RTL-TVI, Bel RTL et RTLinfo.be. Laurent Haulotte anime également les émissions politiques phares de RTL Belgique.
En 2010, il a lancé l'émission et a accueilli depuis Elio Di Rupo, Didier Reynders, Yves Leterme ou Bart De Wever, entre autres. Cette dernière émission a récolté une audience record pour un débat politique en Belgique francophone : 720 000 téléspectateurs et plus de 37 % de parts de marché.
Début septembre 2022, Laurent Haulotte est remplacé par Vincenzo Ciuro à la tête du service des sports, mais il reste toujours à la direction de l'information. Deux mois plus tard, en novembre 2022, il quitte RTL Belgique après 28 ans passés dans l'entreprise.

## Vie privée
Laurent Haulotte est marié à Alix Battard, présentatrice du journal sur RTL-TVI. Ils ont deux filles.